# Zadný Japeň
Zadný Japeň (1065 m n. m.) je vrcholek ve Velké Fatře na Slovensku. Je nejjižnějším vrcholem v mohutné rozsoše vrcholu Japeň (1154 m n. m.), respektive Malá Krížna (1319 m n. m.) Hřeben se táhne severojižním směrem, je ostře ohraničen Tureckou dolinou, Bystrickou dolinou a údolím Starohorského potoka. Po úbočí a tunelem vede železniční trať č. 170 Zvolen - Vrútky.

## Přístup
- po zelené  turistické značce č. 5432 z Dolného Harmance prudkým lesním stoupáním, v závěru po travnaté louce.

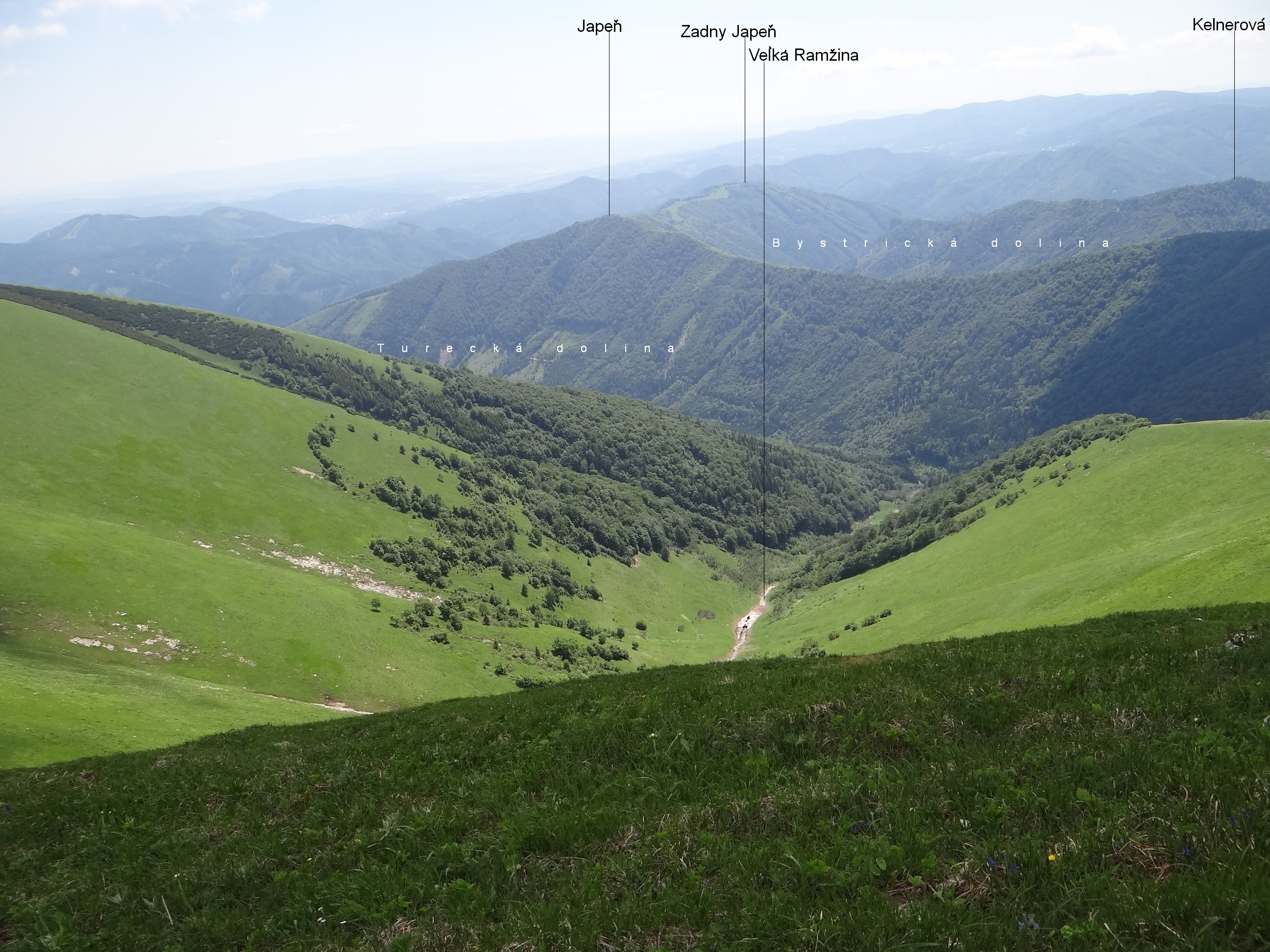
Pohled na Japeň a celý hřeben

- po zelené  turistické značce č. 5432 ze Starých hor (přes vrchol Japeň (1154 m n. m.))